# 山元香里
山元 香里（やまもと かおり、1982年12月13日 - ）は、埼玉県さいたま市出身の、日本のフリーアナウンサー。身長162cm。血液型AB型。愛称はカオリン。

## 人物・来歴
星野女子高校卒業後、法政大学経営学部経営学科に進学。在学中に政治・経済・社会・国際問題を扱うブロードバンド番組『ハイパー時事研究所』にキャスターとして所属、経験を積む。
2004年第24代ミス熱海梅娘。2005年3月に法政大学を卒業し、同年4月に福島テレビ入社。2007年9月に福島テレビを退社。フリーアナウンサーに転身し、セント・フォースに所属する（2017年5月まで）。フリーアナウンサーとして活動する傍ら、立教大学大学院21世紀社会デザイン研究科修士課程を修了する。
趣味はホットヨガ、読書。好きな映画は「ムーランルージュ」、「天使にラブソングを…」、「スター・ウォーズ・シリーズ」、「プラダを着た悪魔」。

## エピソード
- 子供の頃はセーラー戦士になると思っていたらしい。

## 担当番組

### 福島テレビ時代
- 郡山市政だより（第2日曜日13時台、時間不定）
- FTVスーパーニュース（土曜日）
- 弦哲也のFTVカラオケグランプリ
- エキサイティング競馬

### フリー転向後
- ズームイン!!サタデー（日本テレビ、「サタトピ」担当、2007年10月6日 - 2008年9月27日）
- ピンポン!（TBSテレビ、リポーター、2008年10月 - 2009年3月）
- BOAT RACEライブ（不定期）
- FNNスーパーニュース（フジテレビ、スーパー特報／リポーター、2009年10月 - 遅くとも2015年3月、不定期）
- みのもんたの朝ズバッ!→朝ズバッ!（TBSテレビ、取材キャスター、2012年12月 - 2014年3月）
- グローバルナビフロント（BS-TBS、進行役アシスタント、2014年10月 - 2015年3月）
- 嶌信彦 人生百景「志の人たち」（TBSラジオ、2016年4月 - 2017年5月）